# ویکی اهداکننده
ویکی اهداکننده (به انگلیسی: Vicky Donor) یا ویکی دونر فیلمی محصول سال ۲۰۱۲ و به کارگردانی شوجیت سیرکار است. در این فیلم بازیگرانی همچون آیوشمان کورانا، یامی گوتام، آنو کاپور، پوجا گوپتا ایفای نقش کرده‌اند.